# Visuvanádan Ánand
Visuvanátan Ánand (IPA: ʋiɕ'ʋəˌnɑˌt̪ʰən ɑnˌənd̪, tamilul: விசுவநாதன் ஆனந்த், Csennai, 1969. december 11. –) indiai sakknagymester, 2000–2002 és 2007–2013 között a sakkozás világbajnoka.
Egyike annak a tíz játékosnak a sakktörténelemben, akik áttörték a 2800 pontos határt a FIDE ranglistáján: 2011. novemberben érte el eddigi legmagasabb pontszámát a 2817-et, amely a világ valaha volt hatodik legmagasabb Élő-pontszáma.
Először 2007 áprilisában került az első helyre a FIDE Élő-ranglistáján. A 2007 októberi ranglistát 2801 ponttal vezette. A 2007 áprilisa és 2008 júliusa közt készült hat világranglista közül ötön az élen állt. Októberben 1996 júliusa óta először kiesett az első három közül.
Egyedüli világbajnok 2007. szeptember 29-én lett, miután megnyerte a 2007-es sakkvilágbajnoki tornát Mexikóvárosban, ahol a 14 fordulóban négy győzelemmel és 10 döntetlennel 9 pontot szerzett. (2000 és 2002 között Ánand már a FIDE világbajnoka volt, akkor azonban még vitatott volt, hogy ez hivatalos, egyedüli világbajnoki címet jelent.)
2007-ben elnyerte India legrangosabb polgári elismerését, a Padma Vibhuszan díjat. Ő kapta meg elsőként az ország legmagasabb sportolói elismerését, az 1991–1992. évi Radzsiv Gandhi Kel Ratna díjat. A Time Magazine egy 2008-ban készült cikkében Ánand örömét fejezte ki, hogy a világbajnoki cím visszatért Indiába, abba az országba, ahonnan a sakk ered.
A 2008. október 14-30. között Bonnban lezajlott 12 játszmás páros mérkőzésen 6,5–4,5 arányban nyert Vlagyimir Kramnyik ellen, így megvédte világbajnoki címét.
2013. november 22-én vesztette el sakkvilágbajnoki címét, amikor a norvég Magnus Carlsentől 6,5–3,5 arányban vereséget szenvedett.
A 2014-es sakkvilágbajnoki sorozat nyerteseként ismét játszhatott a világbajnoki címért Magnus Carlsen kihívójaként. A Szocsiban megrendezett párosmérkőzésen 6,5–4,5 arányban alulmaradt.
Felesége Aruna Ánand, aki egyben férje menedzsere is.

## Sakkpályafutása

### A kezdetek
Tamilnádu államban született. Édesapja a Southern Railways vasútvállalat vezérigazgatójaként ment nyugdíjba. Édesanyja háztartásbeli volt és sakkszerető: ő tanította meg sakkozni. Ánand egy beszélgetésben Polgár Zsuzsával így emlékezett vissza:

„Hatéves koromban kezdtem. Anyám tanított játszani. Igazából az anyám sokat tett érte, hogy jól sakkozzak. Nem sokkal ezután a Fülöp-szigetekre költöztünk. Indiában beléptem egy klubba és aztán a Fülöp-szigetekre költöztünk egy évre. És ott volt egy délutáni tévéműsor, egykor vagy kettőkor, vagy valahogy így, amikor én épp iskolában voltam. Anyám leírta az összes játszmát, amit bemutattak, és a feladványokat, és este együtt oldottuk meg őket. Persze az anyám és a családtagjai sakkozgattak annak idején, az öccsével játszott, vagyis volt némi háttere a sakkozásban, de sose csatlakozott klubhoz, vagy ilyesmi. Szóval, megoldottuk az összes feladványt és együtt küldtük be a megfejtéseket. A győztes könyvjutalmat kapott. A hónapok alatt jó sok jutalmat nyertem el. A végén már azt mondták, vidd a könyveket, amelyiket csak akarod, de ne küldj be több megoldást.”

Sakkozói pályája hazájában meredeken ívelt fel. Tizennégy éves korában, 1983-ban kilencből kilenc játszmát hozva nyerte meg az indiai korosztályos bajnokságot. Egy évvel később ő lett a legfiatalabb indiai, aki nemzetközi mesteri címet szerzett. Tizenhat éves korában India sakkbajnoka. (Ezt a címet meg kétszer szerezte meg.) 1987-ben az ifjúsági sakkvilágbajnokság első indiai győztese lett. A következő évben, 18 esztendősen India legifjabb nagymestere, a Padma Srí díj jutalmazottja. Snell tempóban játszott komoly partikat.

### A csúcs közelében
„Visi”, ahogy barátai becézik, az 1990-es évek elején tört be a sakkvilág legfelsőbb köreibe. 1991-ben például Garri Kaszparovot és Anatolij Karpovot megelőzve vitte el a pálmát a Reggio Emilia-i sakktornán. A legerősebb ellenfelek elleni játék sem lassította le tempóját, továbbra is gyors iramban lépegetett.
Az 1993-as FIDE-sakkvilágbajnokságon bejutott a világbajnokjelöltek tornájára, megnyerte első mérkőzését, de aztán szoros küzdelemben elvesztette a negyeddöntőt Karpov ellen.
A következő években Ánand Gata Kamskyval együtt a világbajnokjelöltek küzdelmének legígéretesebb szereplőjévé vált. Az 1996-os FIDE-sakkvilágbajnokság negyeddöntőjének elején Ánand vezetett Kamsky ellen, de végül vereséget szenvedett.

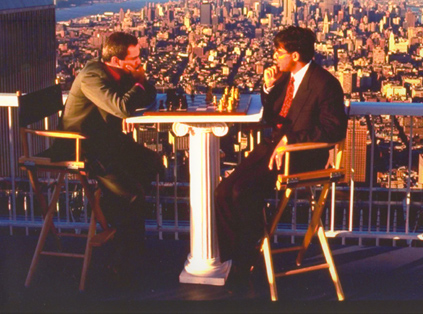
Egy híres kép: Kaszparov és Anand a World Trade Center tetején 1995-ben.

A Professzionális Sakk Szövetség (PCA) 1995-ös világbajnokságán játszmát sem vesztve megnyerte Oleg Romanyisin és Michael Adams elleni mérkőzéseit, majd a világbajnokjelöltek versenyének döntőjében revánsot vett Gata Kamskyn. New Yorkban, a Világkereskedelmi Központban mérkőzött meg Garri Kaszparovval a PCA világbajnoki címéért. Miután az összecsapás eleje nyolc döntetlennel világrekordot hozott a világbajnoki páros mérkőzéseket tekintve, Ánand erőteljes csereáldozattal megnyerte a kilencedik partit. Az ezután következő öt játszmából azonban négyet elvesztett, a mérkőzést így a világbajnok nyerte 10,5-7,5-re.

### Sakkvilágbajnok
Több sikertelen próbálkozás után Ánand először 2000-ben nyerte meg a FIDE világbajnokságot, a Teheránban tartott döntőben 3,5–0,5 arányban legyőzve Aleksejs Širovsot. Ezzel ő lett az első indiai sakkvilágbajnok.
A címet 2002-ben vesztette el, amikor Ruszlan Ponomarjov nyerte meg a FIDE kieséses tornáját.
A 2005-ös FIDE-sakkvilágbajnokságon 14 játszmából 8,5 pontot szerezve Peter Szvidlerrel holtversenyben a második lett, másfél ponttal a győztes Veszelin Topalov mögött.
2007 szeptemberében Ánand ismét világbajnok lett, megnyerve a FIDE Mexikóvárosban rendezett világbajnoki tornáját. A körmérkőzéses tornán 14 pontból kilencet szerezve lett az első, egy ponttal a második helyezett Vlagyimir Kramnyik és Borisz Gelfand előtt.
2000-ben, amikor a FIDE világbajnoka lett, még létezett a rivális „klasszikus” világbajnoki cím, amelyet Kramnyik birtokolt. 2007-re a két címet egyesítették, így Mexikóvárosban Ánand egyedüli világbajnoki címet szerzett. Mihail Botvinnik 1948-as sikere óta ő az első egyedüli világbajnok, aki címét tornagyőzelemmel, nem páros mérkőzésen nyerte el.

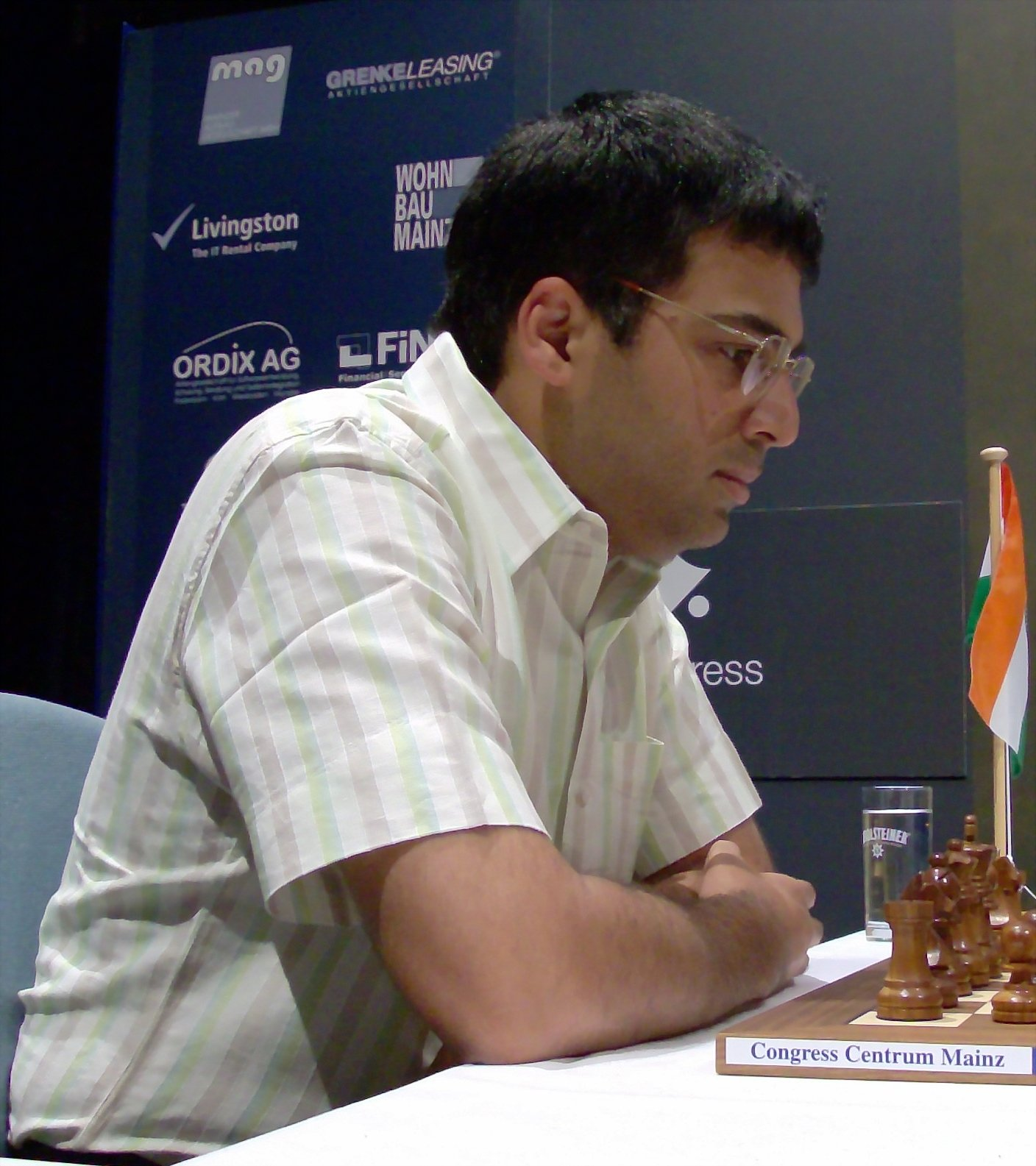
Ánand Mainzban 2008-ban.

#### Anand – Kramnyik, 2008
A 2008-as sakkvilágbajnokságon Ánand Kramnyik ellen védte meg címét egy 12 játszmás páros mérkőzésen, amely október 14-én kezdődött Bonn-ban. Egy évvel korábban Ánand azt mondta, neki tetszik a körmérkőzéses forma és „nevetséges”, hogy Kramnyik megkapta a jogot a világbajnok kihívására.
Az első két játszma döntetlenre végződött, az október 17-én tartott harmadik játszmában azonban Ánand, kihasználva hogy ellenfele világossal nyílt támadást vállalt, és a világbajnok stílusának kedvező módon nehezen kiszámítható bonyodalmakba bocsátkozott, a szláv védelemben sötéttel győzelmet aratott. A döntetlennel zárult következő játszma után az ötödik partiban Ánand sötéttel újabb bravúros győzelmet aratott, majd ezt a hatodik játszmában világossal is megismételte.
A 10. játszmában Kramnyiknak sikerült világossal megszerezni a győzelmet, azonban ez kevésnek bizonyult: a 11., döntetlennel végződött játszma után már nem játszották le az utolsó játszmát, Ánand 6,5–4,5 arányban megnyerte a páros mérkőzést és megtartotta világbajnoki címét.
Garri Kaszparov szerint, aki éppen Kramnyik ellen vesztette el világbajnoki címét egy páros mérkőzésen 2000-ben, a jobb felkészülés Ánand javára döntött: „Kramnyik nem várt a világossal játszó ellenféltől kemény, éles kihívásokat és Ánand számára ez volt a fontos. Homokot dobott Kramnyik arcába, rátapintva gyengeségére, a játékot illető konzervatív felfogására.”

## Humanitárius munkája
Ánand a Vidjaszagar nevű civilszervezet szóvivője, amely az agybénulással küzdő gyermekek sorsát igyekszik javítani. Segíti a Bill és Melinda Gates Alapítványt is az AIDS elleni harcban.